# 夏井保四郎

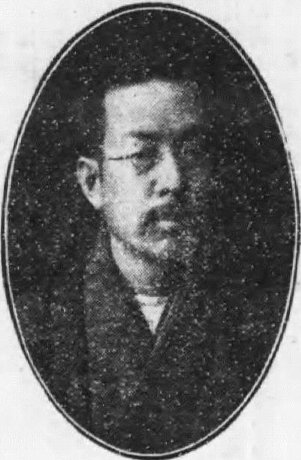
夏井保四郎

夏井 保四郎（なつい やすしろう、1864年10月19日（元治元年9月19日）- 1933年（昭和8年）5月4日）は、日本の政治家、弁護士、実業家。衆議院議員（立憲政友会）、松山電気軌道・海南新聞社社長。

## 略歴
1864年（元治元年9月）、伊予国温泉郡坂本村（久谷村を経て現松山市）で正岡権平の三男に生まれる。1884年（明治17年）に愛媛県師範学校を卒業し、小学校に訓導として勤める。その後、上京し明治法律学校に入学するも、和仏法律学校(現・法政大学)に転じ1889年（明治22年）に卒業する。1890年（明治23年）に代言人試験に合格し、大阪で開業する。
1896年（明治29年）に帰郷し、松山市で開業する。愛媛県会議員、議長を経て、1908年（明治41年）に第10回衆議院議員総選挙に出馬し、当選する。
また、1907年（明治40年）に清家久米一郎とともに松山電気軌道を創立し、社長を務め、ほか海南新聞社長、松山弁護士会会長などを歴任した。
1933年（昭和8年）5月4日に死去。